# Charles Gordon Fullerton

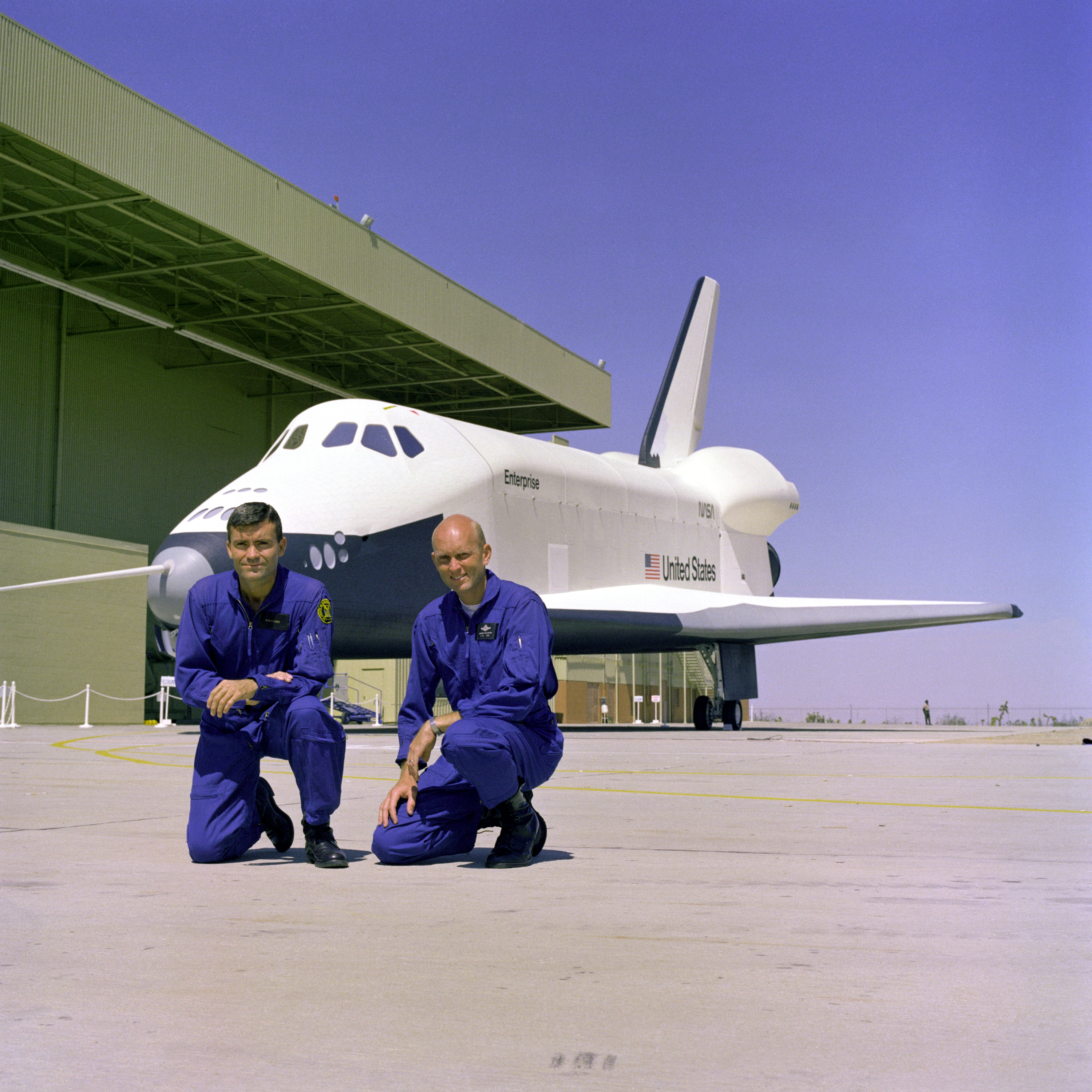
Fred Haise i Gordon Fullerton podczas testów ALT

Charles Gordon Fullerton (ur. 11 października 1936 w Rochester, zm. 21 sierpnia 2013 w Lancaster) – amerykański astronauta, pilot wojskowy, inżynier, pułkownik United States Air Force.

## Wykształcenie i służba wojskowa
Szkołę średnią (Ulysses S. Grant High School) ukończył w Portland w Oregonie.
- 1957 – został absolwentem California Institute of Technology w Pasadenie. Otrzymał licencjat z budowy maszyn.
- 1958 – na tej samej uczelni uzyskał tytuł magistra. Po studiach przez kilka miesięcy pracował w Hughes Aircraft Company w Culver City. W lipcu rozpoczął służbę wojskową w lotnictwie.
- 1959 – przeszedł szkolenie lotnicze w bazach: Bainbridge (Georgia), Webb (Teksas) oraz Perrin (Teksas), ćwicząc pilotaż na samolocie North American F-86 Sabre.
- 1960–1964 – w bazie lotniczej McConnell (Kansas) odbył przeszkolenie dla pilotów bombowców. Później latał Stratojetem B-47 w 303 skrzydle bombowców (303rd Bomb Wing) dowództwa lotnictwa strategicznego w bazie Davis-Monthan (Arizona).
- 1964 – w maju w bazie Edwards w Kalifornii ukończył Szkołę Lotniczą dla Pilotów Doświadczalnych (USAF Aerospace Research Pilot School). Następnie został pilotem doświadczalnym w bazie Wright-Patterson (Ohio). Służył tam do 1966, tj. do momentu zakwalifikowania go do Korpusu Astronautów.
- 1988 – zakończył czynną służbę wojskową.

Jako pilot wylatał ponad 16000 godzin. Pilotował 135 typów samolotów.
Jest członkiem Amerykańskiego Towarzystwa Astronautycznego (American Astronautical Society) oraz międzynarodowego Towarzystwa Pilotów Doświadczalnych (Society of Experimental Test Pilots).

## Kariera astronauty i praca wNASA
- 17 czerwca 1966 – wraz z czterema innymi pilotami doświadczalnymi został wybrany do programu kosmicznego USAF – MOL (Manned Orbiting Laboratory).
  - W drugiej grupie pilotów zakwalifikowanych do tego programu znaleźli się późniejsi astronauci programu Space Shuttle: Robert Crippen, Karol Bobko, Henry Hartsfield i Robert Overmyer. Program MOL został zakończony w sierpniu 1969.
- 13 sierpnia 1969 – został członkiem siódmej grupy astronautów NASA (NASA-7(inne języki)) i przystąpił do szkolenia specjalistycznego.
- 1971–1972 – uczestniczył w programie Apollo. Podczas lotów Apollo 14 i 17 wchodził w skład załóg wspierających (support crews). W czasie misji Apollo 15 i 16 był operatorem łączności (CapCom) w centrum kontroli lotów w Houston.
- 1976–1985 – po rozpoczęciu realizacji programu Space Shuttle przeszedł szkolenie, podczas którego opanował pilotowanie promu kosmicznego. W 1976 został pilotem jednej z dwóch załóg podczas serii testów (Approach and Landing Test – ALT) promu Enterprise w atmosferze. Wspólnie z Fredem Haise'em, który był dowódcą załogi, 12 sierpnia 1977 pilotował wahadłowiec podczas jego pierwszego swobodnego lotu. 17 marca 1978 został wyznaczony do czwartego lotu doświadczalnego promu. W lipcu 1979, po odejściu Haise'a z NASA, zastąpił go w załodze misji STS-3.
  - W marcu 1982 uczestniczył jako pilot w wyprawie STS-3.
  - W sierpniu 1985 dowodził misją STS-51-F.
- 1986–2007 – w październiku 1986 opuścił Korpus Astronautów. Pozostał jednak w NASA w Centrum Badania Lotu imienia Neila A. Armstronga w bazie Edwards. Pracował tam jako pilot doświadczalny. Latał nosicielem samolotów rakietowych NB-52 oraz Boeingem 747, przystosowanym do transportu wahadłowców. Jako pilot NB-52 uczestniczył w programie testowania statków ratunkowych dla Międzynarodowej Stacji Kosmicznej – X-38 oraz V-131R. Pilotował NB-52 również podczas wyniesienia i startu rakiety nośnej Pegasus. We wrześniu 1998 był jednym z dwóch amerykańskich pilotów, którzy uczestniczyli amerykańsko-rosyjskim programie lotów badawczych na ponaddźwiękowym samolocie Tu-144 (w wersji latającego laboratorium).
- 2002 – został astronautą-menedżerem oraz kontynuował pracę w charakterze pilota doświadczalnego w Dryden Flight Research Facility.
- 2007 – w październiku został zastępcą dyrektora operacji lotniczych DFRF, a 31 grudnia przeszedł na emeryturę.

## Odznaczenia i nagrody
- Defense Distinguished Service Medal
- Defense Superior Service Medal
- Distinguished Flying Cross
- Air Force Commendation Medal
- NASA Distinguished Service Medal
- NASA Exceptional Service Medal
- NASA Space Flight Medal (1983, 1985)
- American Astronautical Society Flight Achievement Award (1977, 1981, 1985)
- Nagroda im. Ivana C. Kincheloe Towarzystwa Pilotów Doświadczalnych (Society of Experimental Test Pilots Ivan C. Kincheloe Award) (1978)
- Nagroda im. Raya E. Tenhoffa Towarzystwa Pilotów Doświadczalnych (Society of Experimental Test Pilots Ray E. Tenhoff Award) (1992, 1993)
- AIAA Haley Astronautics Award
- General Thomas D. White USAF Space Trophy
- Wprowadzenie do Międzynarodowego Kosmicznego Panteonu Sławy (International Space Hall of Fame) przy Muzeum Historii Kosmosu Nowego Meksyku (New Mexico Museum of Space History) w Alamogordo (1982)
- Wprowadzenie do Panteonu Sławy Astronautów Stanów Zjednoczonych (United States Astronaut Hall of Fame) (2005)
- Universal Astronaut Insignia za lot orbitalny (nr 106, pośmiertnie) – Stowarzyszenie Uczestników Lotów Kosmicznych (Association of Space Explorers(inne języki))[1]

## Wykaz lotów
| Loty kosmiczne, w których uczestniczył Charles Gordon Fullerton          | Loty kosmiczne, w których uczestniczył Charles Gordon Fullerton | Loty kosmiczne, w których uczestniczył Charles Gordon Fullerton | Loty kosmiczne, w których uczestniczył Charles Gordon Fullerton | Loty kosmiczne, w których uczestniczył Charles Gordon Fullerton | Loty kosmiczne, w których uczestniczył Charles Gordon Fullerton |
| Nr                                                                       | Data startu                                                     | Data lądowania                                                  | Statek kosmiczny                                                | Funkcja                                                         | Czas trwania                                                    |
| ------------------------------------------------------------------------ | --------------------------------------------------------------- | --------------------------------------------------------------- | --------------------------------------------------------------- | --------------------------------------------------------------- | --------------------------------------------------------------- |
| 1                                                                        | 22 marca 1982                                                   | 30 marca 1982                                                   | STS-3 Columbia F-3                                              | Pilot wahadłowca                                                | 8 dni 4 minuty i 46 sekund                                      |
| 2                                                                        | 29 lipca 1985                                                   | 6 sierpnia 1985                                                 | STS-51-F Challenger F-8                                         | Dowódca misji                                                   | 7 dni 22 godziny 45 minut i 26 sekund                           |
| Łączny czas spędzony w kosmosie — 15 dni 22 godziny 50 minut i 12 sekund |                                                                 |                                                                 |                                                                 |                                                                 |                                                                 |